# Грабіна (Ласький повіт)
Грабіна (пол. Grabina) — село в Польщі, у гміні Ласьк Ласького повіту Лодзинського воєводства.
У 1975-1998 роках село належало до Серадзького воєводства.